# San Andrés de Cuerquia
San Andrés de Cuerquia est une municipalité située dans le département d'Antioquia, en Colombie.